# Ingunda
Ingunda také Ingundis či Ingonda (567/568 Mety– 585 Kartágo) franská princezna a manželka vizigótského vzdorokrále Hermenegilda.

## Život
Narodila se v Metách. Jejím otcem byl Sigibert I., franský král Austrasie, matkou královna Brunhilda.
Ingunda byla pozvána do Toleda, kde měla uzavřít sňatek s Hermenegildem, synem vizigótského krále Leovigilda a jeho první manželky Theodosie. S doprovodem se v roce 579 vydala na cestu do Toleda přes Septimánii, část Galie, která byla stále v držení Vizigótů. Když procházela vizigótským městem Agde, setkala se s místním katolickým biskupem Fronimiem, který ji varoval před ariánskou vírou, kterou vyznával budoucí tchán král Leovigild.
Leovigildova druhá manželka Goiswintha, která byla zároveň Ingundinou babičkou, sňatek s Hermenegildem zpočátku podporovala, ale byla fanatickou ariánkou a předpokládala, že svou vnučku snadno přesvědčí konvertovat k tomuto vyznání. S domluvami začala ihned po Ingundině příjezdu do Toleda. Její nátlak na Ingundu byl zprvu mírný, ale když Ingunda, přesvědčená katolička konvertovat odmítala, přešla Goiswintha k tvrdším metodám.
Řehoř z Tours ve své páté knize napsal:
Ingunda přicestovala ke své babičce do Hispánie šťastně a s velkou nádherou. Ale její štěstí netrvalo dlouho. Když babička zjistila, že Ingunda dále setrvává v katolické víře snažila se jí nejdříve mírnými slovy přesvědčit, aby se nechala pokřtít v ariánském kostele. Ingunda odmítla a statečně prohlásila : „ Chci, aby byly jednou očištěny prvotní hříchy, věřím ve spásu křtu, ve svatou trojici a jediného boha. Prohlašuji, z celého srdce, že se nikdy své víry nevzdám.“ Na ta slova se Goiswintha rozzuřila, vzala dívku za vlasy, smýkla s ní na zem, dlouho po ní šlapala a kopala do ní. Pak nařídila zkrvavené dívce, aby se svlékla a vrhnula do rybníka. Ale to ji jen ve víře posílilo a zajistilo, aby její duše nebyla nikdy oddělena od naší víry.
Špatné vztahy Ingundy s Goiswinthou přidělávaly starosti Leovigildovi i Hermenegildovi. Když napětí mezi babičkou a vnučkou vzrostlo na neúnosnou míru, tak Leovigild svého syna Hermenegilda raději jmenoval správcem provincie Baetica, čímž obě znesvářené ženy oddělil. Ingunda odjela se snoubencem do Sevilly, která se stala jejich novým sídelním městem. Hermenegild byl ariánského vyznání, což se Ingunda s tamějším mnichem Leandrem, starším bratrem Isidora ze Sevilly a budoucím sevillským biskupem (kterým možná už v té době byl) snažila změnit a donutit Hermenegilda ke konverzi. Hermenegild se nejprve zdráhal, ale později se rozhodl biskupovi i své snoubence vyhovět a ke katolickému vyznání přestoupil, během křtu přijal jméno Jan. Konverze pravděpodobně proběhla během svatby Ingundy s Hermenegildem v Seville roku 580. Po svatbě Ingunda porodila syna Athanagilda, zatímco Hermenegild rozdmýchal povstání proti svému otci.
Hermenegildova vzpoura byla potlačena jeho vlastním otcem. Hermenegild ještě před zajetím stačil Ingundu i syna předat do rukou Východořímské říše. Leovigild se snažil zajmout i Ingundu a jejího syna, ale oba byli již na cestě do Konstantinopole. Ingunda zemřela cestou v Kartágu. Athanagilda se pravděpodobně do Konstantinopole podařilo dopravit. Diplomacie císaře Maurikia ho pravděpodobně nějakou dobu používala jako nátlakový nástroj vůči austrasijskému dvoru.
Hermenegild byl zajat a uvězněn v Tarragoně. Když opakovaně odmítal přestoupit zpět k ariánské víře, byl na rozkaz svého otce v roce 585 popraven.